# Rangamati Sadar
Rangamati Sadar (en bengali : রাঙামাটি সদর) est une upazila du Bangladesh dans le district de Rangamati. En 2011, on y dénombrait 124 728 habitants.